# Маузолеј у Халикарнасу
Маузолеј у Халикарнасу (грч. Μαυσωλεῖον Ἁλικαρνασσεύς), један од седам светских чуда, био је надгробни споменик каријског краља Маузола. Био је изграђен на површини од 30 x 40 m, а висок 45 m. Слично Великој пирамиди у Египту, и ово место представља гроб једног античког владара. Ипак, Маузолеј се разликује од пирамида по много чему - између осталог, лепота грађевине је та која је, више него њена величина, задивила милионе људи од времена изградње па све до данас. Маузолеј се налазио у граду Бодруму (у старогрчко доба Халикарнас), на обали Егејског мора, у југозападном делу данашње Турске. Ову грађевину су дизајнирали грчки архитекти Сатирос и Питијус. Ова надгробна структура је изведена из гробова суседне Ликије.
Када су Персијанци проширили своје античко царство обухвативши Месопотамију, северну Индију, Сирију, Египат и Малу Азију, њихов владар више није био у стању да контролише своје огромно царство без помоћи локалних управника или владара - сатрапа. Као и многе друге провинције, краљевина Карија у западном делу Мале Азије (данас Турска) била је толико удаљена од персијске престонице да је практично била самостална. Од 377. до 353. п. н. е., каријски краљ Маузол преместио је своју престоницу у град Халикарнас. Пројекат гробнице за Маузола био је поверен његовој жени и сестри Артемизији и претпоставља се да је њена градња започела још за краљевог живота. Грађевина, прозвана Маузолеј, завршена је око 350. п. н. е., три године након Маузолове смрти и годину дана након Артемизијине смрти.
Током 16 векова Маузолеј је опстајао у одличном стању све док снажан земљотрес није оштетио његов кров и колонаде (стубове). Почетком 15. века, Витезови светог Јована окупирали су околину и сам Халикарнас и изградили огромни крсташки замак. Када су одлучили да га ојачају и утврде 1494. године, искористили су материјал од којег је био изграђен тада већ значајно оштећен Маузолеј. До 1522. године готово свака цигла из Маузолеја била је уклоњена и искоришћена за изградњу више разних грађевина. Данас, масивни крсташки замак и даље постоји у Бодруму, а обрађени камени и мермерни блокови Маузолеја се могу јасно уочити у структури његових зидова. Неке од скулптура из Маузолеја су сачуване, као и више унутрашњих мермерних декорација на којима је приказана битка између старих Грка и Амазонки. На самој локацији где се некада налазио Маузолеј данас се могу видети само остаци његових темеља.
Сама конструкција Маузолеја била је правоугаона у основи, димензија 40 m x 30 m. Гробница и саркофаг израђени су од алабастера и украшени златом и постављени у централном делу Маузолеја, на уздигнутом подијуму поплочаном мермером и окруженом колонадама (стубовима) у јонском стилу. Колонаде су подупирале пирамидални кров такође украшен статуама и киповима. На врху крова налазила се статуа која је представљала кочије које су вукла четири коња. Укупна висина Маузолеја била је 45 m, од чега је централни подијум са гробницом био висок 20 m, 12 m су биле високе колонаде, 7 m пирамидални кров и 6 m статуа кочија на врху крова.
Нарочита лепота грађевине није била само у његовој структури, већ и у декорацијама и статуама које су украшавале њену спољашњост на разним нивоима грађевине, од пода до самог крова. На грађевини се налазило неколико десетина статуа људи, лавова, коња и других животиња у природној величини и већих. Исклесали су их четири грчка скулптора - Бриаксос, Леохарес, Скопас и Тимотеус, при чему је сваки од њих украшавао по једну страну Маузолеја. Посебно место у историји припада овој грађевини не само због бројних статуа људи и животиња, већ и због чињенице да она није била посвећена ниједном од богова старе Грчке. Данас се по имену ове грађевине све велике и раскошне гробнице називају маузолејима.
Маузолеј је садржао укупно 400 самостојећих скулптура. Сматрало се да је маузолеј толики естетски тријумф да га је Антипатар Сидонски идентификовао као једно од својих седам светских чуда старог века. Уништен је узастопним земљотресима од 12. до 15. века; било је последње преживело од шест уништених чуда.

## Галерија слика
- Реконструкција Амазоманчија се може видети лево у позадини. Британски музеј соба 21
- Ова статуа се идентификује као Артемисија; реконструкција Амазоманчија се може видети лево у позадини. Британски музеј соба 21
- Плоча из Амазоманчи за коју се сматра да показује Херкулеса како хвата косу Амазонске краљице Хиполите.

## Напомена
- Преузето са интернет презентације https://web.archive.org/web/20090226211926/http://www.zvrk.co.yu/%3C/small>